# Caecilia subterminalis
Caecilia subterminalis és una espècie de cecília de la família dels cecílids. Es coneix només a partir d'un únic exemplar que només se sap que provenia de l'Equador. No es coneix res més d'aquesta espècie, ni sobre la distribució, abundància o biologia; sol s'especula que tingui una vida subterrània. També es dubta sobre el seu estatus taxonòmic.